# Margarete Dambeck-Keller
Margarete Dambeck-Keller, geborene Dambeck, (* 5. Juni 1908 in Göppingen; † 29. April 1952 ebenda) war eine deutsche Textildesignerin.

## Leben
Margarete Dambeck-Keller war die vierte und jüngste Tochter eines Bürstenmachermeisters und Gemeinderats in Göppingen, wo sie aufwuchs. Nach dem Abschluss an der höheren Mädchenschule besuchte sie eine Frauenarbeitsschule. Sie befasste sich dort mit Mode und Zeichnen. Ein Jugendfreund und Bauhausschüler überzeugte sie, ans Bauhaus in Dessau zu gehen. 1927 schrieb sie sich dort ein und belegte den Vorkurs bei Josef Albers. Danach ging sie in die Werkstatt für Weberei unter Gunta Stölzl. Nach ihrem Abschluss im Jahr 1930 erhielt Margarete Dambeck-Keller eine Anstellung bei einem Modehaus der Haute Couture in Prag. In Prag war sie mit dem früheren Bauhausschüler Werner David Feist befreundet. 1933 wurde sie Musterdesignerin bei einem Textilunternehmen für künstlerische Stoffe im schlesischen Reichenbach. Sie setzte sich für ein Ausreisevisum für die jüdische Unternehmerfamilie nach Großbritannien ein, die damit einer Internierung entging. 1942 heiratete sie Walter Keller aus Offenbach und zog zu ihm. Mit ihrem 1943 verstorbenen Mann hatte Dambeck-Keller ein Kind. Nachdem sie durch Luftangriffe während des Zweiten Weltkriegs ausgebombt war, zog sie in ihre Heimatstadt Göppingen. Dort eröffnete sie ein Atelier für künstlerische Webmuster. In der Nachkriegszeit stießen ihre Stoffe auf eine große Nachfrage. 1952 verstarb sie mit 43 Jahren an einem Schlaganfall.